# Segundo Consistório Ordinário Público de 1923
Pio criou dois cardeais italianos em 20 de dezembro de 1923, ambos funcionários de longa data na Cúria Romana .

## Cardeais Eleitores
| Nº                 | País               | Nome               | Idade              | Cargo                                                                 | Título ou Diaconia                           |
| Cardeais eleitores | Cardeais eleitores | Cardeais eleitores | Cardeais eleitores | Cardeais eleitores                                                    | Cardeais eleitores                           |
| ------------------ | ------------------ | ------------------ | ------------------ | --------------------------------------------------------------------- | -------------------------------------------- |
| 1                  | Itália             | Evaristo Lucidi    | 57                 | Secretário do Supremo Tribunal da Assinatura Apostólica               | Cardeal-diácono de Santo Adriano no Fórum    |
| 2                  | Itália             | Aurelio Galli      | 57                 | Secretário do Secretaria de Briefs aos Principes e das Letras Latinas | Cardeal-diácono de Santo Ângelo em Pescheria |

## Link Externo
- «Catholic Hierarchy» (em inglês)